# مریم لاستبرگ
مریم بهشتی لاستبرگ (به انگلیسی: Maryam Lustberg) یک سرطان‌شناس سینه ایرانی-آمریکایی است. او مدیر مرکز سینه در بیمارستان سرطان اسمیلو و رئیس پزشکی سرطان‌شناسی سینه در مرکز سرطان ییل است. لاستبرگ پیش از این به عنوان مدیر پزشکی مراقبت‌های حمایتی در مرکز جامع سرطان ایالت اوهایو و رئیس منتخب انجمن چندملیتی مراقبت‌های حمایتی در سرطان فعالیت می‌کرد. او همچنین سردبیر مجله پزشکی معتبری به نام مجله بازماندگی سرطان (Journal of Cancer Survivorship) است که پرستاری انکولوژی را در ارتباط با بازماندگان سرطان پوشش می‌دهد.